# Амаро
Амаро (італ. Amaro) — муніципалітет в Італії, у регіоні Фріулі-Венеція-Джулія,  провінція Удіне.
Амаро розташоване на відстані близько 500 км на північ від Рима, 100 км на північний захід від Трієста, 36 км на північ від Удіне.
Населення — 830 осіб (2014).

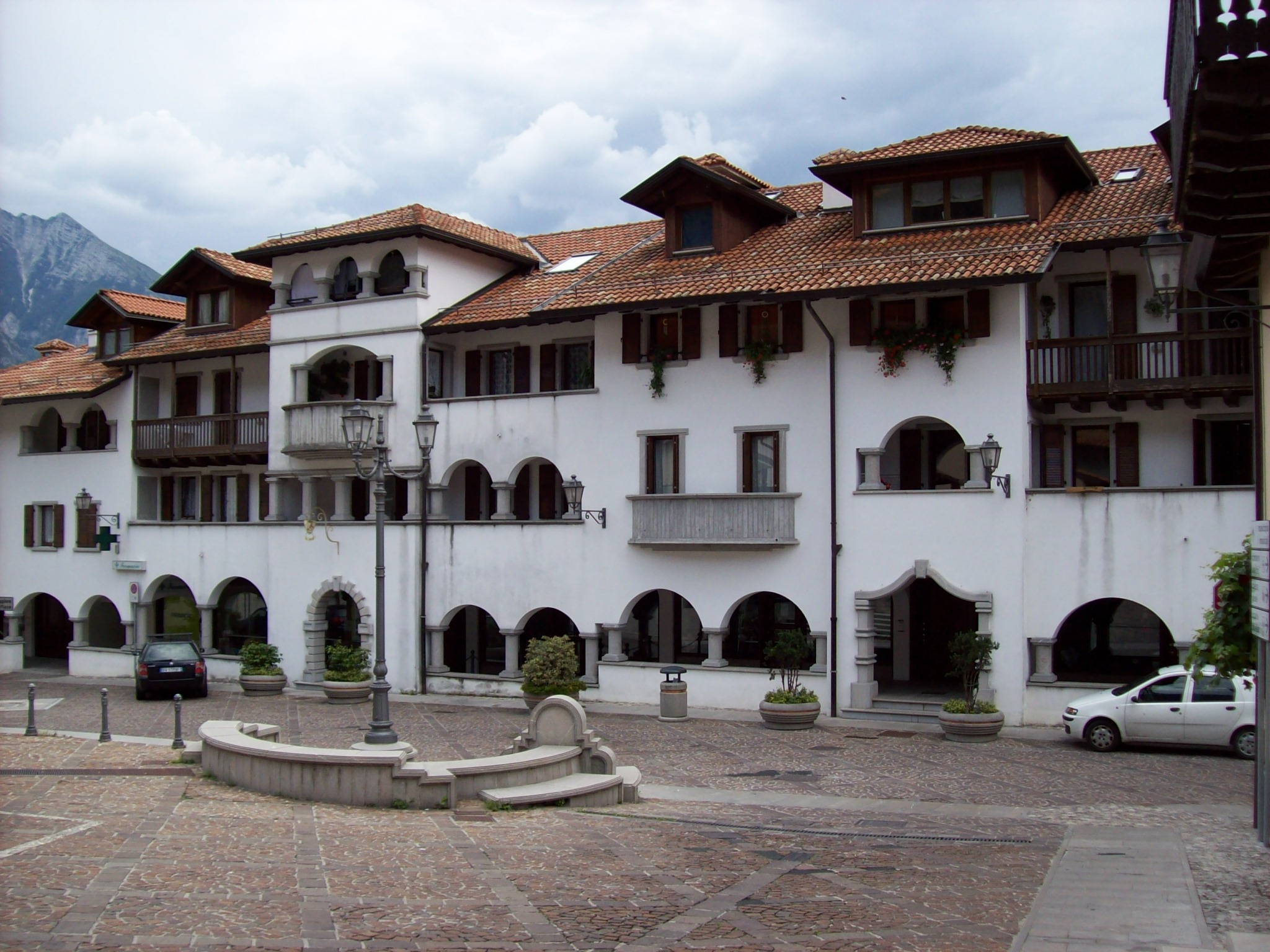

Щорічний фестиваль відбувається 6 грудня. Покровитель — San Nicolò.

## Демографія
Населення за роками:

Станом на 1 січня 2023 року в муніципалітеті офіційно проживали 32 іноземці з 14 країн, серед них 12 громадян країн Євросоюзу та 2 громадяни України.

## Сусідні муніципалітети
- Каваццо-Карніко
- Моджо-Удінезе
- Тольмеццо
- Венцоне